# Paolo Mariotti
Paolo Mariotti (San Marino, 5 novembre 1979) è un ex calciatore sammarinese, di ruolo centrocampista.

## Carriera

### Club
Dal 1999 al 2006 gioca con il Pennarossa. Con la squadra sammarinese nel 2004 gioca due partite di qualificazione alla Coppa UEFA 2004-2005. Nel 2006 gioca per il Lunano e nel 2007 per La Fiorita. Nel 2007 torna al Pennarossa.

### Nazionale
Con la maglia del San Marino ha giocato nella Nazionale B e in quella maggiore durante la qualificazione agli europei del 2008.